# Hongeo koreana
Hongeo koreana is een vissensoort uit de familie van de Rajidae. De wetenschappelijke naam van de soort werd in 1997 als Raja koreana gepubliceerd door Choong-Hoon Jeong & Tetsuji Nakabo.